# Аниции
Аниции (на латински: Anicii, Anicius, Anicia) е име на благородна римска фамилия от gens Аниция. Те са познати от 3 век пр.н.е., достигат през 2 век пр.н.е. консулат и се издигат до нобили. Те се появяват рядко през републиканското време, а повече през късната Римска империя.
През 4 век фамилията печели влияние чрез християнизацията. Тя е една от първите големи фамилии, които приемат новата вяра.
Прочути членове на фамилията са римският философ Боеций, западноримският император Олибрий, дъщеря му, влиятелната аристократка Аниция Юлиана, и вероятно папа Григорий Велики.

## Известни от род Аниции
- Квинт Аниций Пренестин, курулски едил 304 пр.н.е.
- Луций Аниций L. f. M. n. Гал, претор 168 пр.н.е.
- Луций Аниций Гал, консул 160 пр.н.е.
- Тит Аниций, римски магистрат 1 век пр.н.е.
- Гай Аниций Цериал, суфектконсул 65 г.
- Секст Аниций Сатурнин (* 130 г.), съпруг на Сея Максима (* 135 г.); баща на Квинт Аниций Фауст
- Квинт Аниций Фауст, суфектконсул 199 г., управител на провинция Горна Мизия 205 г.
- Квинт Аниций Фауст Павлин, управител на Долна Мизия 229 и 230 или 230-232 г.
- Квинт Аниций Фауст (* ок. 210 г.), син на Квинт Аниций Фауст Павлин
- Секст Кокцей Аниций Фауст, проконсул на Африка 260-268 г.; син на Квинт Аниций Фауст Павлин
- Марк Юний Цезоний Никомах Аниций Фауст Павлин, консул 298 г.
- Амний Аниций Юлиан, консул 322 г.
- Секст Аниций Фауст Павлин, консул 325 г.
- Амний Маний Цезоний Никомах Аниций Павлин, консул 334 г.
- Аниций Авхений Бас (префект), praefectus urbi 382-383 г.
- Флавий Аниций Хермогениан Олибрий, консул 395 г.; брат на Флавий Аниций Пробин
- Флавий Аниций Пробин, консул 395 г.; баща на император Петроний Максим
- Аниций Петроний Проб, консул 406 г.

- Аниций Авхений Бас (консул 408 г.)
- Аниций Авхений Бас (консул 431 г.)

- Аниций Ацилий Глабрион Фауст, консул 438 г.
- Аниций Олибрий (Олибрий), император на Западната Римска империя 472 г.

- Аниций Проб Фауст, консул 490 г.
- Флавий Олибрий Младши, консул 491 г.; син на Аниция Юлиана и Ареобинд (консул 506 г.)
- Руфий Магн Фауст Авиен, консул 502 г.; син на Аниций Проб Фауст (консул 490 г.) и Стефания
- Флавий Енодий Месала, консул 506 г.; син на Аниций Проб Фауст (консул 490 г.) и Стефания
- Аниций Манлий Северин Боеций (Боеций; 480-524), философ, Светия
- Флавий Боеций, консул 522 г.; син на Боеций и Рустициана
- Флавий Симах, консул 522 г.; син на Боеций и Рустициана
- Флавий Аниций Максим, консул 523 г.
- Флавий Аниций Проб Младши, консул 525 г.
- Аниций Олибрий Младши Младши, консул 526 г.
- Аниций Фауст Албин Василий, консул 541 г.

Жени:
- Тирания Аниция Юлиана, дъщеря на Аниций Авхений Бас; съпруга на Квинт Клодий Херногениан Олибрий (консул 379 г.)
  - Аниция Фалтония Проба (+ 432 г.), поетеса; съпруга на Секст Клавдий Петроний Проб (консул 371 г.)
    - Аниция Проба, дъщеря на Аниция Фалтония Проба и Секст Клавдий Петроний Проб (консул 371 г.)
- Аниция Юлиана, съпруга на Флавий Аниций Хермогениан Олибрий (консул 395 г.); баба на император Олибрий (472 г.)
- Аниция Юлиана (460-530), дъщеря на император Олибрий и Плацидия; втора съпруга на Ареобинд